# نبردناو جیمی اول
نبردناو جیمی اول (به انگلیسی: Spanish battleship Jaime I) یک کشتی بود که طول آن ۱۴۰ متر (۴۶۰ فوت) بود. این کشتی در سال ۱۹۱۴ ساخته شد.